# Filotes (patge)
Filotes (en llatí Philotas, en grec antic Φιλώτας) fou un patge macedoni d'origen traci, fill de Carsis, al servei del rei Alexandre el Gran. Els patges Hermolau i Sòstrat el van convèncer perquè s'unís a la seva conspiració contra el rei.
Quan es va descobrir la conspiració Filotes va ser condemnat a mort amb altres implicats.